# Fort de Montfaucon
Pour les articles homonymes, voir Montfaucon.
 (mai 2022).
Si vous disposez d'ouvrages ou d'articles de référence ou si vous connaissez des sites web de qualité traitant du thème abordé ici, merci de compléter l'article en donnant les références utiles à sa vérifiabilité et en les liant à la section « Notes et références ».
Le fort de Montfaucon est une fortification française de la fin du XIXe siècle appartenant au camp retranché de Besançon, dans le département du Doubs. Du fait de la construction antérieure d'une redoute 400 mètres au sud-ouest (redoute de Montfaucon), il est désigné comme le « fort neuf ».

## Histoire

### Conception et construction
Le fort fait partie de la première phase de construction du camp retranché de Besançon dont la mise en place s'étala de 1870 à 1886. Situé sur la commune de Montfaucon, le fort est parfois appelé Fort Neuf de Montfaucon du fait de la présence à proximité de la redoute dite "vieux fort". En 1887, il s'est vu attribuer, à la suite du décret Boulanger, le patronyme du général de division Théophile Woirol dit Voirol, commandant militaire de la place de Besançon de 1840 à 1848.
Sa mission était de tenir sous son feu la plaine de Thise, de bloquer les infiltrations le long du faisceau bisontin et d'interdire les invasions par le plateau de Saône.
Construit en maçonnerie entre 1874 et 1878, suivant le type « Séré de Rivières à massif central et batterie haute », il occupe le point haut (617 m) de la crête dominant à l'ouest la plaine de Thise et à l'est le plateau de Saône-Bouclans. Ce fut le seul fort de la place à disposer d'une tourelle cuirassée en fonte conçue par le capitaine Mougin.
Le 13 septembre 1876 le fort, en pleins travaux, reçoit la visite du maréchal de Mac-Mahon alors président de la République qui était passé plus-tôt au fort de Fontain.
La redoute voisine n'était pas remaniable du fait de l’absence d'une surface plane suffisante, mais les autorités militaires la jugèrent opérationnelle ; elle fut conservée et fit l'objet de travaux jusqu'en 1886.
Avec cette redoute et l'adjonction  des trois batteries complémentaires, l'ensemble constituera un puissant site de défense désigné comme le « môle défensif de Montfaucon ».

## Occupation et désaffectation

### Catastrophe du fort de Montfaucon
Le 16 septembre 1906 après-midi, des nuages menaçants couvrent le ciel au-dessus de Montfaucon. Vers 16 h, plusieurs témoins voient la foudre frapper le fort. S'ensuit une énorme explosion dont le souffle brise la plupart des vitres du village distant de 1 200 m. Les habitants purent voir une scène des plus catastrophiques : une partie du fort neuf n'était plus qu'un tas de débris de pierre et de métaux dans lequel gisaient des corps. Une fois informés, les secours venus de Besançon s'organisèrent et travaillèrent sans relâche pour tenter de retrouver des survivants, au milieu des gravats. Il y eut 8 morts dont 6 civils et de nombreux blessés dont cinq soldats. L'enquête confirma que le magasin à poudre principal, dont le système de paratonnerre était en cours d'installation, avait été atteint par la foudre. 
D'une capacité de 112 t, protégé par 6 m de terre, il contenait 63 t de poudre noire et près de 6 000 gargousses (charges propulsives d'environ 5 kg). Ce sont donc 95 t d'explosifs qui furent mises à feu, ce qui explique l'importance des dégâts.
Les victimes civiles étaient pour la plupart des promeneurs, car nous étions un dimanche. Seul un détachement d'une trentaine d'hommes dont beaucoup en permission assurait la garde et l'entretien de l'ouvrage. Un sergent eut le réflexe de crier "A moi les hommes dans la gaine !" en anticipant le déluge de pierres qui allait retomber sur le fort, ce qui explique le faible nombre de victimes militaires. Il faut savoir que 300 soldats du 60e R.I. occupaient le fort jusqu'à l'automne 1905...
D'importantes funérailles militaires eurent lieu à Besançon, ce dont témoignent les cartes postales de l'époque. Une stèle sera inaugurée au début du chemin d'accès au fort à l'occasion du centenaire de l'événement.

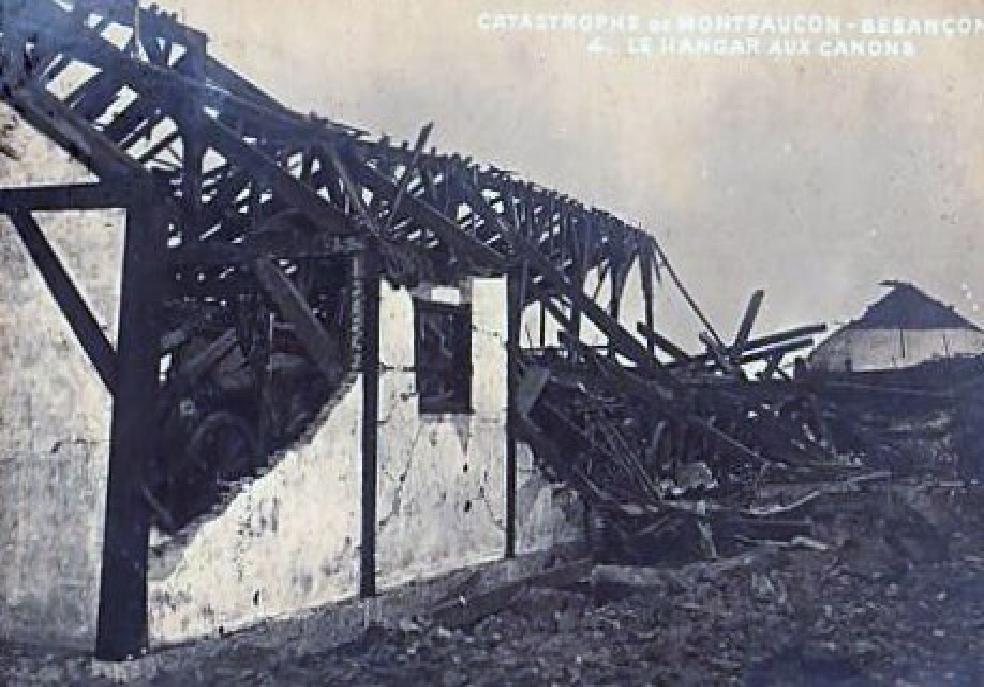
Le hangar d'artillerie après l'explosion.
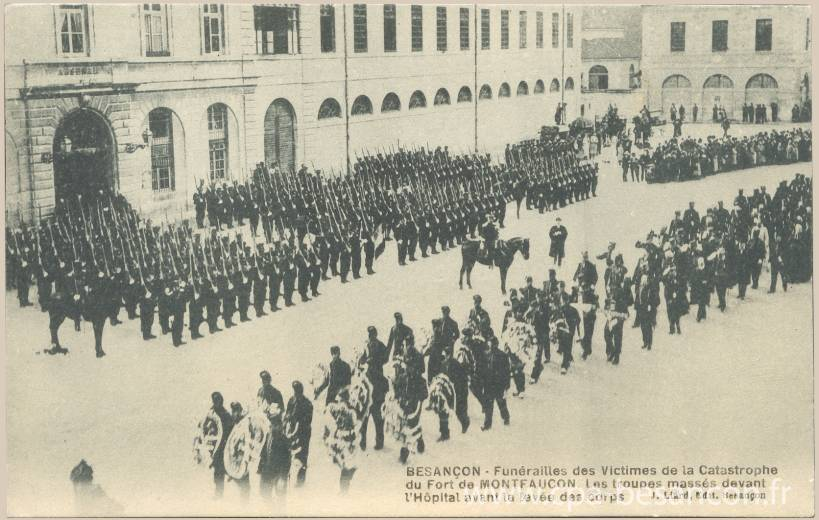
Les funérailles à Besançon.

### Seconde Guerre mondiale
Le fort de Montfaucon, comme tous ceux de la place, n'a pas connu l'épreuve du feu et a été désaffecté entre les deux guerres. L'armée allemande l'occupa durant la Seconde Guerre mondiale et procédera au démantèlement de la tourelle Mougin qui dut pour cela être dynamitée. Les résistants des groupes Guy Mocquet et Marius Vallet tenteront vainement de subtiliser des explosifs  les 23 mars et 16 avril 1943.
En dépit de sa désaffectation, le fort est resté  propriété de l'armée qui y a installé un pylône de télécommunications et ses bâtiments techniques dans une partie de la cour. Les seuls occupants permanents sont une horde d'une vingtaine de chamois.
L'emprise militaire du fort et les installations extérieures (poste optique, magasin à poudre, abris sous roc, batterie de la Carrière, etc.) sont la propriété de la commune depuis 2013, l'armée conservant le fort où a été implanté un pylône de télécommunications militaires.

## Description
Un premier camp retranché de Besançon est construit hâtivement durant la guerre franco-allemande de 1870. Après la défaite et le retrait des armées allemandes, le général Séré de Rivières lance son programme national de défense des frontières comprenant notamment la création de ceintures de forts autour des principales places de l'est. Celui-ci se concrétisera, autour de Besançon, par  la construction ou le remaniement entre 1872 et 1880 de la redoute de Montfaucon, de dix forts dont  celui de Montfaucon et sept batteries.
De forme pentagonale, mesurant 330 m pour le front construit en bord de falaise et 170 pour le front de gorge où se situe l'entrée, le fort, avec une superficie de près de 5 ha, est l'un des plus vastes construits en France en cette fin du XIXe siècle. Son altitude lui donne le commandement absolu sur les autres fortifications de la place, seul Chailluz, isolé au nord, le dépassant de 2 m.
Prévu pour loger 837 artilleurs et fantassins dont 75 officiers et sous-officiers, son armement initial se composait de 32 canons et 7 mortiers, 8 autres pièces servant à la défense des fossés. Sa capacité de feu sera modifiée au fil des années. Ainsi, après qu'il fut équipé de sa tourelle (1885), le fort était armé avec 22 canons, 2 mortiers et 7 pièces de flanquement. Les 2 mortiers étaient positionnés pour tirer vers le nord de même que deux des canons. Les 20 autres canons se répartissant entre 11 vers le nord-est, 6 vers le sud-est, 1 vers le sud et 2 (sous tourelle) tous azimuts.
La tourelle Mougin modèle 1876 fut commandée à la société Commentry-Châtillon en 1878, mais n'arriva à la gare Viotte de Besançon que le 20 juin 1881. Compte tenu du poids exceptionnel de l'ensemble (200 t), le transport sur place posa de nombreux problèmes logistiques. Le montage ne sera terminé qu'en octobre, mais les réglages et essais durèrent ensuite plus de deux ans, de sorte que les artilleurs ne purent  prendre possession de cette tourelle que le 12 janvier 1885, soit près de six ans et demi après la commande. Elle sera équipée de 2 canons 155L de Bange tirant à 8 km. À noter que, pour construire la cuve dans laquelle elle fut installée, on eut recours, pour la première fois sur la place de Besançon, à du béton de forteresse.
Entouré, sauf côté falaise, de larges et profonds fossés, le fort de Montfaucon se caractérise par :
- des casemates alignées en forme de V dont les deux branches de 150 m et 120 m sont parallèles et à faible distance des fossés nord-est et sud-est. Cette construction, en partie sur deux niveaux, abrite les chambrées de la troupe et des sous-officiers, mais également des magasins, bureaux, boulangerie... Sur l'épaisse protection  de terre qui la recouvre (le cavalier) ont été construites des plates-formes d'artillerie encadrées de traverses-abris et de casemates à canons dont le cuirassement en fonte dure ne fut pas réalisé.
- Une rue du rempart, logée entre le cavalier et le fossé nord-est, desservant d'autres positions d'artillerie, des parapets d'infanterie et à son extrémité la tourelle cuirassée.
- Un bloc d'entrée avec corps de garde défensifs. Le porche débouchait sur une cour intérieure ayant à sa droite les locaux disciplinaires  et les écuries et le casernement des officiers à gauche. À droite du couloir de sortie situé dans le prolongement du porche, une gaine de communication desservait un corps de bâtiment hébergeant l'infirmerie puis le magasin à poudre noire. Ce corps de bâtiment totalement soufflé par l'explosion du magasin en 1906 n'a été reconstruit.
- La cour centrale (place d'armes) de plus d'un ha totalement vierge d'installations militaires.
- Quatre citernes enterrées recueillant les eaux de ruissellement. Elles totalisaient  près de 1 200 m3 de capacité[2].

### Le fort
Il est possible de circuler librement autour du fort en commençant par son entrée. Le pont-levis, à bascule par en dessous, a disparu. Un ponceau traverse maintenant la totalité du fossé. 
À droite du parados du front de gorge, nous découvrons quatre ouvertures béantes (trois casemates et un couloir). Leur éboulement est consécutif à l'explosion du  magasin à poudre qui se situait non loin. L'autorité militaire n'a pas attribué les crédits nécessaires à la remise en état de cette partie qui demeure ainsi depuis plus d'un siècle. 
Parcourant le chemin couvert dont le parapet se prolongeait jusqu'à la redoute, nous longeons les fossés larges et profonds de 8 à 10 m aux murs maçonnés comportant sur certaines sections des arcs de décharge. Le rocher naturel est apparent aux endroits où sa compacité a rendu inutile la réalisation de maçonnerie. Les embrasures du  système de défense des fossés, protégées par leurs fossés surbaissés, sont repérables en bas  des contrescarpes au niveau des saillants III et IV (les cinq saillants sont numérotés dans le sens des aiguilles d'une montre à partir du n° I à gauche de l'entrée). Il s'agit de coffres de flanquement qui étaient accessibles depuis les casemates par des tunnels passant sous les fossés.
Le coffre du saillant III flanque le fossé II-III alors que celui du saillant IV est double et flanque donc les saillants III-IV et IV-V. La défense du fossé de gorge se fait depuis une caponnière située sous le ponceau d'entrée. À l'intérieur de cette casemate, une position d'infanterie flanque la section gauche du fossé tandis que la section droite l'est par une position  d'artillerie. Un petit coffre de contrescarpe vient compléter l'ensemble.
Le fort restant militaire, il n'est ouvert que lors de quelques visites privées. Pour découvrir l'aménagement intérieur, il faut  se reporter aux ouvrages traitant du sujet (cf. bibliographie) et sur les sites spécialisés (liens externes). Sont à remarquer :
- le sous-sol de la branche gauche du casernement auquel on accède  par une rampe.
- le rez-de-chaussée dont la façade comporte 43 entrées de casemates et couloirs.
- la partie supérieure où sont alignées 9 traverse-abris et 4 casemates à canons. Entre elles se situent les plates-formes d'artillerie accueillant une partie des pièces de rempart.
- la rue du rempart en avant du cavalier qui passe en tunnel sous trois traverses pour desservir des positions d'artillerie et d'infanterie. À son extrémité une quatrième traverse a été aménagée afin de recevoir la tourelle cuirassée. Des observatoires en béton situés à la partie supérieure de trois des casemates à canons communiquaient avec les servants de la tourelle par tuyaux acoustiques.
- l'emplacement de l'infirmerie et du magasin à poudre qui n'ont pas été reconstruits après leur explosion par manque de crédits.
- le blockhaus-observatoire construit à la fin des années 1930 à l'angle nord-est.

### Les extérieurs

#### La batterie de la Carrière, dite de l'Avancée (du fort) ou localement batterie Mairot
La batterie de la Carrière a été située 300 m en avant du front est. Positionnée en bordure du front de taille d'une carrière qui fut ouverte lors de la construction du fort.
Classée comme annexe, elle se distingue des batteries de ce type par sa position avancée et non latérale, mais surtout parce qu'elle avait une mission particulière : battre la zone en dessous d'elle, non visible depuis le fort. Il faut pour cela la considérer comme une fortification complémentaire, partie intégrante du môle défensif comme celles, moins anciennes, des batteries des Epesses et des Rattes.
Construite en 1878, elle comporte une traverse-abri encadrant deux plates-formes d'artillerie pouvant accueillir quatre canons. L'ensemble est prolongé latéralement par deux parapets d'infanterie.
La traverse a subi deux aménagements entre 1937 et 1940 : un blockhaus accessible par un escalier qui part de l'intérieur de l'abri a été creusé en dessous, son embrasure s'ouvrant dans le front de la carrière ; un observatoire bétonné est érigé sur le sommet de la traverse. Sur le flanc est du fort, entre 1937 et 1940, l'armée française a mis en place  une organisation défensive constituée de blockhaus pour mitrailleuse ou fusil-mitrailleur, postes d'observation, emplacement pour groupe de combat... reliés entre eux pour certains par des tranchées et gaines bétonnées.

#### La batterie contre aéronefs
Il s'agit de six cuves circulaires situées entre la route d'accès et le poste optique qui ont été creusées et maçonnées vers 1929. Entourées de murets de protection, elles étaient armées de canons de 75 mm, modèle 1897 sur plates-formes modèle 1915.  

#### Le poste optique
Local aménagé pour la télégraphie par faisceau lumineux à code Morse. Il se trouve à 50 m du fossé de gorge et est constitué d'une casemate maçonnée en forme de quart de sphère recouverte d'une épaisseur de terre la protégeant des obus (ceux antérieurs à 1885). Le mur, où se situait la porte, a disparu de sorte que l'intérieur est directement visible. La source lumineuse était fournie par une lampe à pétrole (électrique au début du XXe siècle) ou de jour par un héliostat qui captait les rayons solaires via une cheminée ouverte dans la voûte.
Montfaucon communiquait avec trois autres places fortifiées : Salins (redoute de Grelimbach), Pontarlier (fort du Larmont supérieur) et le môle défensif du Lomont (fort du Lomont). Pour cela trois conduits horizontaux orientés précisément dans ces directions traversent les masses de terre à partir de l'intérieur de la casemate. Inversement, les opérateurs recevaient les messages émis par les trois sites distants.

#### L'abri sous roc
Ce type de casernement du temps de guerre était aménagé en caverne à distance des forts Séré de Rivières après la crise de l'obus-torpille. Celui de Montfaucon fut creusé entre 1890 et 1893 dans la falaise bordant le chemin stratégique en contrebas du front nord de la redoute.
Composé de cinq chambrées desservies par deux couloirs latéraux et une gaine arrière, il pouvait héberger 230 hommes dont 2 officiers. Il  dispose d'une cheminée pour la ventilation et est doté de locaux pour la cuisine, de latrines, deux chambres d'officiers et vraisemblablement d'une citerne. Son mauvais état serait dû en partie à un dynamitage par les Allemands. Il est vivement déconseillé de le visiter.

#### Le magasin à poudre sous roc
Il est situé à côté et plus bas que l'abri, le long de cette section du chemin stratégique qui est nommée localement « chemin des poudrières ». Il conservait, en temps de guerre, la réserve de poudre noire destinée à la charge propulsive des obus. Les magasins sous roc se sont imposés à partir de 1885, année d'apparition de l'obus-torpille.
La caverne est composée de 2 locaux: à gauche le magasin de stockage de 10 m sur 7 et ses deux vestibules permettant l'accès et l'éclairage par lampes, et l'atelier de chargement des gargousses à droite. Trois couloirs desservent l'ensemble.
Le site ayant été adopté par une colonie de Grands Rhinolophes, la commune, propriétaire des lieux, a fait condamner les entrées du magasin par des grilles en octobre 2017 après restauration.